# Одилон Редон
Одилон Редон (на френски: Odilon Redon) е френски художник-символист, живописец, график и декоратор. Считан е за един от основателите на символизма и „обществото на независимите художници“. Роден е в Бордо.

## Биография
На 15 години Редон започва да учи рисуване под ръководството на професионални преподаватели, но по настояване на баща си се преориентира към архитектура, което го обърква.
В 1864 г. взима уроци по рисуване в школата за изящни изкуства в Париж от Жан-Леон Жером. Литография учи при Анри Фантен-Латур. Благодарение на новите си приятели Редон се запознава с поезията на Шарл Бодлер и е силно впечатлен. По-късно малкият му брат Гастон успява да постигне успех в архитектурата и става известен архитект, а Одилон в 1870 г. за известно време изоставя изкуството и се записва в армията, за да участва във Френско-пруската война. Военните действия, колкото и да е странно, се отразяват на художника по най-положителен начин.
След войната Редон отново се премества в Париж. През този период се занимава почти изключително с литография и рисуване на графики. Одилон издава сборник с литографии, „Dans le Rêve“.
Първият интерес към Редон не се оказва силен. Напомнят за него само през 1884 г., когато картина на Редон попада в колекцията на аристократа декадент Жорис-Карл Юисманс.
През 90-те години на 19 век рисуването с пастел и маслени бои е на мода. Редон за дълго забравя „черните“ рисунки, както сам ги нарича, и започва да рисува с цвят. Той рисувайки с новите техники открива в себе си неочаквана способност за изразяване.

### Признание
В 1899 г. Одилон успява да организира съвместна изложба с групата на набистите („Nabis“) под закрилата на Пол Дюран-Руел.
През 1903 г. Одилон Редон получава Ордена на почетния легион.
През 1913 г. Андре Мелерио (André Mellerio) издава сборник с литографии и гравюри на Одилон Редон. Публиката го класира високо. В същата година художникът организира най-голямата изложба в кариерата си – в Ню Йорк, изложба „New York Armory Show“.
Одилон Редон умира на 6 юли 1916 г. в Париж.

## Памет
През 2005 г. в Музея на модерното изкуство (Museum of Modern Art) се организира голяма изложба с творби на Одилон Редон. Показани са над 100 картини на художника.

## Галерия
- Плачещият паяк, 1881
- Усмихващият се паяк, 1881
- Калибан, 1881
- Врана, 1882
- „Неоформен полип плуваше по бреговете, усмихнат и отвратителен циклоп“, от цикъла „Първоначала“, 1883
- Химера, 1883
- „Антоний: Какъв е смисълът на всичко това? Дявола. Няма смисъл!“, от цикъла „Изкушението на свети Антоний“, 1896
- Въздушен балон с око, 1898

- Дама с воал
- Беатриче, 1885
- Цветя, 1909
- Портрет на Виолет Хеман, 1910
- Пеперуди, 1910
- Раждането на Венера, 1912
- Парсифал, 1912
- Циклопът, 1914

## За него
- Julien Teyssandier, L'Oeil pâle d'Odilon Redon, Paris, Pierre-Guillaume de Roux, 2018, 197 p. (ISBN 978-2-36371-249-3)
- Sophie Barthélémy, Sandra Buratti-Hasan, Guillaume Ambroise et Sophie Kervran, Nature silencieuse. Paysages d'Odilon Redon, Snoeck, coll. „Catalogue de musée“, 2016, 264 p. (ISBN 978-94-6161-344-8).